# Lait infantile à base de soja

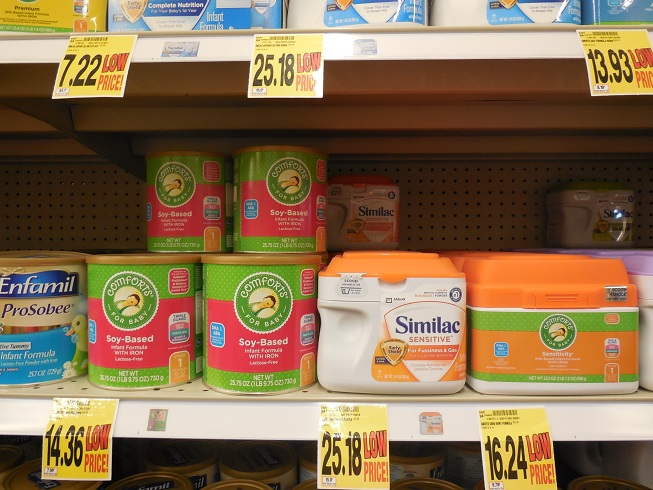
Lait infantile de la marque Comforts à base de soja (deuxième boîtes en partant par la gauche)

Le lait infantile à base de soja est un substitut du lait maternel humain. C'est un produit commercial basé sur les protéines présentes dans le soja. Ce substitut du lait maternel au soja utilise des graines de soja transformées comme source de protéines et se présente sous forme de poudre ou de liquide. 

## Description
Habituellement sans lactose, les préparations pour nourrissons au soja contiennent un sucre différent. Les nourrissons intolérants aux protéines de lait de vache peuvent également être intolérants aux protéines de soja. Il diffère du lait maternel humain de plusieurs façons. La protéine de soja inhibe l'absorption du fer. Les laits infantiles à base de soja sont enrichis en fer conformément aux recommandations de l'Organisation mondiale de la santé afin de compenser cet effet. L'acide phytique est un composé naturel à base de plantes que l'on trouve dans les préparations pour nourrissons à base de soja. C'est également un puissant inhibiteur de l'absorption du fer, bien qu'il puisse être éliminé lors de la transformation. 
On ne sait pas combien de fabricants de préparations à base de soja intègrent cette pratique. La Chine et le Vietnam ont réglementé les préparations pour nourrissons à base de soja afin d'inclure du NaFeEDTA (acide éthylènediaminetétracétique sodique-ferique) pour fortifier la formule et améliorer l'absorption du fer par le nourrisson. Lorsque des composés de fer sont ajoutés à une préparation pour nourrissons à base de soja, le composé de fer est encapsulé pour l'empêcher de noircir la préparation.

## Composants
Des ingrédients génétiquement modifiés peuvent être présents dans les préparations pour nourrissons à base de soja. Il peut également avoir une valeur nutritionnelle inférieure. Les préparations pour nourrissons à base de soja peuvent contenir de l'aluminium, des phytates et des phytoestrogènes (isoflavones) susceptibles de provoquer des effets imprévus. D'autres composants sont les acides aminés comme la taurine, la méthionine et la carnitine. Les minéraux ajoutés sont le phosphore, le calcium, le fer et le zinc.

## Indications
L'allaitement reste la principale recommandation pour nourrir les nourrissons. Il y a des cas où l'allaitement n'est pas possible et l'utilisation du lait maternisé est appropriée.
Les indications d'utilisation des préparations pour nourrissons à base de soja sont la galactosémie et le déficit en lactase. Lorsqu'un enfant développe une allergie au lait de vache, une formule à base de soja est utilisée. Ce substitut est moins coûteux que les autres substituts du lait maternel.

## Histoire
Des rapports antérieurs sur les effets de la préparation au soja suggèrent qu'un composant de la préparation au soja peut affecter les fonctions de reproduction. Cependant, des études démontrent qu'il n'existe aucune corrélation entre la consommation de lait maternisé à base de soja et une anomalie de l'anatomie ou de la fonction de reproduction. Les préparations pour nourrissons à base de soja sont utilisées depuis plus de 100 ans. À la fin des années 1800 et au début des années 1900, la supplémentation de l'allaitement maternel avec du lait maternisé était acceptable. La formule à base de soja est utilisée comme substitut dès 1909.

## Allergies et autres problèmes
Les préparations pour nourrissons à base de soja sont associées aux allergies chez les nourrissons. Le syndrome d'entérocolite chronique induite par les protéines alimentaires est observé chez des nourrissons âgés de moins de trois mois qui sont nourris avec des préparations à base de soja. La France retire du marché les préparations pour nourrissons à base de soja. Les préparations à base de soja représentent environ 20 % des préparations pour nourrissons achetées aux États-Unis. En Nouvelle-Zélande, l'utilisation des préparations pour nourrissons est d'environ 10 %, et en Belgique et au Royaume-Uni, d'environ 5 %.